# 34737 Parkerjou
34737 Parkerjou este o planetă minoră (asteroid), cu un diametru de 2,407 km, din centura de asteroizi. A fost descoperită pe 18 august 2001 la Experimental Test Site⁠(d) de Lincoln Near-Earth Asteroid Research. 
Obiectul prezintă o orbită caracterizată de o semiaxă mare de 2,2768979 UAi, o excentricitate de 0,11, o înclinație de 7,04214 ° în raport cu ecliptica.